# 비와이씨
비와이씨(BYC Co., Ltd., 이전 이름: 백양 한국: 001460)는 대한민국 서울에 위치한 의류 생산 업체이다. 한국 최초의 속옷 생산 업체이다. 회사 제품으로는 런닝셔츠, 보온 의류, 스타킹 등이 포함된다. 비와이씨는 원래 회사의 전 명칭인 백양 코퍼레이션(BaikYang Corporation)의 준말이었다.
이 기업은 미국, 캐나다, 일본, 유럽, 아시아 태평양 등에 수출한다.

## 연혁
- 1946년 8월 15일 : 한흥메리야스 공장으로 설립
- 1955년 5월 13일 : 사명을 한흥메리야스 공장에서 한흥실업으로 변경
- 1957년 8월 5일 : 백양 상표 등록
- 1960년 4월 4일 : 사명을 한흥실업에서 한흥물산으로 변경
- 1970년 1월 19일 : 1970회계년도 국세청 성실법인으로 선정
- 1970년 10월 30일 : 신도림 제2공장 건립
- 1977년 12월 21일 : 울-마크 획득
- 1979년 2월 27일 : 사명을 한흥물산에서 백양으로 변경
- 1979년 12월 16일 : 서울 생산라인을 전주공장으로 설비 이전
- 1985년 6월 1일 : 편직공장(전주공장) 준공
- 1986년 4월 1일 : 란제리류 생산공장(서울 구로공단) 준공
- 1986년 6월 11일 : BYC 세계 47개국 상표 사용
- 1987년 4월 1일 : 스타킹 생산공장(전주공장) 준공
- 1987년 11월 30일 : 수출의 날 5천만불탑 수상
- 1991년 7월 22일 : 한국섬유대상 (고유 브랜드 BYC수출 부문)
- 1992년 1월 20일 : 한국증권거래소선정 1991년도 최우량기업
- 1992년 1월 29일 : 93 대전엑스포 내의류 공식상품화권자 선정
- 1992년 6월 10일 : 1992년 한국 최우량 기업선정 (한국능률협회)
- 1995년 4월 3일 : 중국 상해BYC방직품유한공사 설립
- 1996년 3월 15일 : 사명을 백양에서 비와이씨로 변경
- 2000년 6월 13일 : 사명을 비와이씨에서 BYC로 변경